# Dolores García-Negrete Ruiz Zarco
Dolores García-Negrete Ruiz Zarco (Alcalá la Real, Jaén, 8 de abril de 1886 - Jaén, 1 de marzo de 1940), también conocida como Dolores la Bella fue una política española, miembro del Partido Comunista de España (PCE), defensora del ideal republicano, presa política durante la dictadura franquista y asesinada después de la Guerra Civil Española.

## Biografía
Nació en Alcalá la Real en 1886 hija de Carlos García-Negrete Parera, político liberal que fue alcalde de Castillo de Locubín durante el Sexenio Revolucionario.
Dolores mostró un fuerte compromiso con la causa republicana, defensora de la libertad, la democracia y la defensa de los pobres. Contrajo matrimonio con Federico Castillo Extremera, médico de profesión, y fue madre de 23 hijos e hijas, de los que llegó a tener vivos a la vez a 14. La influencia política de las teorías comunistas de su esposo y de sus hijos mayores Federico y Manuel, animó a Dolores hacia la lucha política.
Su casa de Jaén era frecuentada por estudiantes, políticos, comunistas, intelectuales y artistas, al tiempo que por pobres sin recursos para pagar la asistencia médica. El nivel de la familia tanto social como cultural y sus ideales republicanos, fueron un problema para el franquismo, aspecto éste que fue recogido en los informes que la Falange elevaría al juez una vez terminada la guerra.
Tras la muerte, de un cáncer, de su marido en noviembre de 1936 su vida experimentó un cambio importante, desarrollando una importante actividad política, que la llevó a afiliarse al Partido Comunista en 1937 y a la defensa de la legitimidad republicana. Dolores fundó y presidió la Asociación de Mujeres Antifascistas de Jaén y se afilió al Sindicato de Mujeres de la UGT dónde tuvo una implicación importante. También fue consejera en la Diputación Provincial de Jaén.
Fue detenida el 26 de agosto de 1939, terminada la guerra civil, por procedimiento sumarísimo de urgencia y fue condenada a muerte por su filiación comunista y cargos políticos, ya que sus acciones estaban centradas en labores humanitarias. El 1 de marzo de 1940 fue fusilada en el cementerio de San Eufrasio de Jaén.
En 2006 el Ayuntamiento de Jaén le dedicó una calle en el barrio de Santa Isabel.